# Rej Hino
Marsova ratnica (engl. Sailor Mars, jap. セーラーマーズ Sērā Māzu) je izmišljeni lik iz serije Sailor Moon i treća mornarka ratnica. Njeno pravo ime je Rej Hino (jap. 火野 レイ, Hino Rei; eng. Raye Hino). Ona poseduje moći vatre i njeno odelo se sastoji od crvene suknje i zadnje mašne, ljubičaste prednje mašne i tijare sa crvenim draguljem. Njene transformacije su:
- Moć Marsa, 
- Zvezdana moć Marsa, 
- Moć kristala Marsa, 

Njeni napadi su:
- Vatrena duša! (Fire soul!)
- Goreća mandala! (Burning mandala!)
- Mars, plameni snajper! (Mars, flame sniper!)

## Rej Hino
Rej ima crnu kosu, ljubičaste oči i uvek se ponaša i izgleda elegantno. Pored svojih velikih kvaliteta kao što su strast i pevanje, Rej je temperamentna i često se svađa sa Usagi i ljubomorna je što ona nije glavna ratnica. Ipak, ona je dobrog srca i na kraju krajeva mnogo voli Usagi. Rei je miko (dama hrama) sa svojim dedom u hramu po imenu Hikava (eng. Fire river shrine, na srpskom bi se moglo reći „hram vatrene reke”). Ona kao miko poseduje talismane kojim može da ubije zle monstrume (to može da uradi i u transformaciji). Za to treba da kaže ove fraze: Rin, Pyou, Tou, Sha, Kai, Jin, Retsu, Zai, Zen! (jap.臨、兵、闘、者、皆、陣、列、在、前!), zatim treba reći „nestanite zle duše!” (eng. evil spirits begone!, jap. Akuryo Taisan!). Rej je rođena 17. aprila, ovan je u horoskopu, voli da jede tajvansku hranu, hobiji su joj čitanje i proricanje budućnosti, omiljene boje su joj crvena i crna i njen dragulj je rubin. Takođe u hramu živi sa svoje dve vrane Fobos i Deimos, što je naziv dva prirodna satelita Marsa.

## Marsova ratnica
Rej je ratnica vatre i najstrastvenija ratnica od svih. Rej uvek želi da njeni prijatelji budu zaštićeni i Usagi je njena najslabija tačka. Ona uvek u borbama pokušava da se suočava sa svojim strahovima i željama, zato to nju čini posebnom. Rej, kao miko, često ima vizije, što je veoma pomagalo u S sezoni kada je sanjala smak sveta. Rej kao Marsova ratnica koristi svoje talismane pomoću kojih oslubljuje neprijatelja. Takođe može da uništi određene posledice na njenom telu, kao na primer: ako joj čudovište skameni ruku.

## Manga
Rej u mangi ime neke promene. Kao prvo, dobija novu transformaciju Planet power i novi napad Mars fire snake! („Marsova vatrena zmija!”). U mangi, Fobos i Deimos imaju veći značaj nego u animi. One mogu da se pretvore u dve devojke sličnog izgleda (jedina razlika je u trikoima koje nose, Fobosin je ljubičaste boje, a Deimosin crvene boje). One su Rej dale kristal pomoću koga je, kao ostale unutrašnje ratnice (sem Usagi), mogla da se transformiše u Super Marsovu ratnicu.

## Forme i Aspekti
Prva pojavljivanja svih njenih formi:
| Oblik                 | Anime  | Manga  | PGSM  |
| --------------------- | ------ | ------ | ----- |
| Rej Hino              | Ep.10  | Pog.3  | Čin 3 |
| Marsova ratnica       | Ep.10  | Pog.3  | Čin 3 |
| Super Marsova ratnica | Ep.152 | Pog.36 | --    |
| Večna Marsova Ratnica | --     | Pog.42 | --    |
| Princeza Mars         | --     | Pog.42 | --    |